# Betty Mars
Betty Mars, nata Yvette Baheux (Parigi, 30 luglio 1944 – Parigi, 20 febbraio 1989), è stata una cantante e attrice francese.
Ha rappresentato la Francia all'Eurovision Song Contest 1972. Ha preso parte ad alcuni film negli anni settanta. Si è suicidata all'età di 44 anni.